# Lista de filmes originais Netflix (2020)
Netflix é um serviço de streaming over-the-top de vídeo sob demanda por assinatura global americano, que distribui uma série de programas originais, incluindo séries originais, especiais, minisséries, documentários e filmes. Os filmes originais Netflix incluem também conteúdo que foi exibido pela primeira vez nós cinemas em outros países ou exibido com exclusividade em outros territórios e é então descrito como conteúdo original da Netflix.

## Filmes
| Título original                                 | Título no Brasil                                       | Título em Portugal | Gênero                          | Estreia              | Duração    | Idioma     |
| ----------------------------------------------- | ------------------------------------------------------ | ------------------ | ------------------------------- | -------------------- | ---------- | ---------- |
| Ghost Stories                                   | Quatro Histórias de Fantasmas                          |                    | Horror anthology                | 1 de Janeiro de 2020 | 2 h 24 min | Hindi      |
| A Fall from Grace                               | O Limite da Traição                                    |                    | Thriller                        | January 17, 2020     | 2 h        | English    |
| Modo Avião                                      | Modo Avião                                             |                    | Comedy                          | January 23, 2020     | 1 h 36 min | Portuguese |
| Horse Girl                                      | Entre Realidades                                       |                    | Drama                           | February 7, 2020     | 1 h 44 min | English    |
| To All the Boys: P.S. I Still Love You          | Para todos os garotos: P.S ainda amo você              |                    | Romantic comedy                 | February 12, 2020    | 1 h 42 min | English    |
| Isi & Ossi                                      | Isi & Ossi                                             |                    | Romantic comedy                 | February 14, 2020    | 1 h 53 min | German     |
| The Last Thing He Wanted                        | A Última Coisa que Ele Queria                          |                    | Political thriller              | February 21, 2020    | 1 h 55 min | English    |
| Yeh Ballet                                      | O Grande Passo                                         |                    | Drama                           | February 21, 2020    | 1 h 57 min | Hindi      |
| All the Bright Places                           | Por Lugares Incríveis                                  |                    | Romance                         | February 28, 2020    | 1 h 48 min | English    |
| Guilty                                          | De Quem é a Culpa?                                     |                    | Thriller                        | March 6, 2020        | 1 h 59 min | Hindi      |
| Spenser Confidential                            | Troco em Dobro                                         |                    | Action comedy                   | March 6, 2020        | 1 h 51 min | English    |
| Lost Girls                                      | Lost Girls - Os Crimes de Long Island                  |                    | Crime drama                     | March 13, 2020       | 1 h 35 min | English    |
| Ultras                                          | Ultras                                                 |                    | Sports film                     | March 20, 2020       | 1 h 49 min | Italian    |
| The Occupant                                    | A Casa                                                 |                    | Thriller                        | March 25, 2020       | 1 h 43 min | Spanish    |
| Maska                                           | Maska                                                  |                    | Romantic comedy                 | March 27, 2020       | 1 h 51 min | Hindi      |
| The Decline                                     | O Declínio                                             |                    | Thriller                        | March 27, 2020       | 1 h 23 min | French     |
| Uncorked                                        | Notas de Rebeldia                                      |                    | Drama                           | March 27, 2020       | 1 h 44 min | English    |
| Coffee & Kareem                                 | Coffee & Kareem                                        |                    | Action comedy                   | April 3, 2020        | 1 h 28 min | English    |
| The Main Event                                  | A Grande Luta                                          |                    | Comedy                          | April 10, 2020       | 1 h 43 min | English    |
| Love Wedding Repeat                             | Um Amor, Mil Casamentos                                |                    | Romantic comedy                 | April 10, 2020       | 1 h 40 min | English    |
| Tigertail                                       | Tigertail                                              |                    | Drama                           | April 10, 2020       | 1 h 31 min | English    |
| Earth and Blood                                 | A Terra e o Sangue                                     |                    | Action                          | April 17, 2020       | 1 h 20 min | French     |
| Rising High                                     | Altos Negócios                                         |                    | Satire                          | April 17, 2020       | 1 h 34 min | German     |
| Sergio                                          | Sergio                                                 |                    | Biopic                          | April 17, 2020       | 1 h 58 min | English    |
| The Willoughbys                                 | Os Irmãos Willoughbys                                  |                    | Animation / Comedy / Adventure  | April 22, 2020       | 1 h 32 min | English    |
| Time to Hunt                                    | Tempo de Caça                                          |                    | Thriller                        | April 23, 2020       | 2 h 15 min | Korean     |
| Extraction                                      | Resgate                                                |                    | Action                          | April 24, 2020       | 1 h 57 min | English    |
| Dangerous Lies                                  | Mentiras Perigosas                                     |                    | Thriller                        | April 30, 2020       | 1 h 37 min | English    |
| Ricos de Amor                                   | Ricos de Amor                                          |                    | Romantic comedy                 | April 30, 2020       | 1 h 45 min | Portuguese |
| All Day and a Night                             | Días sem fim                                           |                    | Drama                           | May 1, 2020          | 2 h 1 min  | English    |
| Mrs. Serial Killer                              | A Serial Killer                                        |                    | Thriller                        | May 1, 2020          | 1 h 47 min | Hindi      |
| The Half of It                                  | Você nem imagina                                       |                    | Romance                         | May 1, 2020          | 1 h 45 min | English    |
| The Wrong Missy                                 | A Missy Errada                                         |                    | Comedy                          | May 13, 2020         | 1 h 30 min | English    |
| The Lovebirds                                   | Um Crime para Dois                                     |                    | Romantic comedy                 | May 22, 2020         | 1 h 27 min | English    |
| Ya no estoy aquí                                | Ya no estoy aquí                                       |                    | Drama                           | May 27, 2020         | 1 h 52 min | Spanish    |
| Intuition                                       | Presságio                                              |                    | Thriller                        | May 28, 2020         | 1 h 56 min | Spanish    |
| Choked: Paisa Bolta Hai                         | Fortuna pelos canos                                    |                    | Drama                           | June 5, 2020         | 1 h 54 min | Hindi      |
| The Last Days of American Crime                 | The Last Days of American Crime                        |                    | Heist film / Thriller           | June 5, 2020         | 2 h 29 min | English    |
| Da 5 Bloods                                     | Destacamento Blood                                     |                    | War drama                       | June 12, 2020        | 2 h 35 min | English    |
| A Whisker Away                                  | Olhos de Gat                                           |                    | Anime / Fantasy                 | June 18, 2020        | 1 h 45 min | Japanese   |
| Feel the Beat                                   | Feel the Beat                                          |                    | Family / Comedy drama           | June 19, 2020        | 1 h 49 min | English    |
| Lost Bullet                                     | Bala Perdida                                           |                    | Thriller                        | June 19, 2020        | 1 h 33 min | French     |
| One-Way to Tomorrow                             | Expresso do destino                                    |                    | Romance                         | June 19, 2020        | 1 h 30 min | Turkish    |
| Bulbbul                                         | Bulbbul                                                |                    | Horror                          | June 24, 2020        | 1 h 34 min | Hindi      |
| Nobody Knows I'm Here                           | Ninguém Sabe que Estou Aqui                            |                    | Drama                           | June 24, 2020        | 1 h 31 min | Spanish    |
| Eurovision Song Contest: The Story of Fire Saga | Festival Eurovision da Canção: A Saga de Sigrit e Lars |                    | Musical comedy                  | June 26, 2020        | 2 h 3 min  | English    |
| Under the Riccione Sun                          | O Sol de Riccione                                      |                    | Romantic teenage drama          | July 1, 2020         | 1 h 42 min | Italian    |
| Desperados                                      | Desperados                                             |                    | Romantic comedy                 | July 3, 2020         | 1 h 46 min | English    |
| The Old Guard                                   | The Old Guard                                          |                    | Superhero / Action              | July 10, 2020        | 2 h 5 min  | English    |
| The Players                                     | The Players                                            |                    | Comedy                          | July 15, 2020        | 1 h 28 min | Italian    |
| Fatal Affair                                    | Encontro Fatal                                         |                    | Thriller                        | July 16, 2020        | 1 h 29 min | English    |
| The Larva Island Movie                          | Larva: Ilhados - O Filme                               |                    | Animation                       | July 23, 2020        | 1 h 31 min | English    |
| Offering to the Storm                           | Oferenda à Tempestade                                  |                    | Thriller                        | July 24, 2020        | 2 h 19 min | Spanish    |
| The Kissing Booth 2                             | A Barraca do Beijo 2                                   |                    | Romantic comedy                 | July 24, 2020        | 2 h 12 min | English    |
| Seriously Single                                | Solteiramente                                          |                    | Comedy                          | July 31, 2020        | 1 h 47 min | English    |
| Raat Akeli Hai                                  | Na Solidão da Noite                                    |                    | Thriller                        | July 31, 2020        | 2 h 29 min | Hindi      |
| Work It                                         | Dançarina Imperfeita                                   |                    | Dance comedy                    | August 7, 2020       | 1 h 33 min | English    |
| Gunjan Saxena: The Kargil Girl                  | A Tenente Cargil                                       |                    | Drama                           | August 12, 2020      | 1 h 52 min | Hindi      |
| Project Power                                   | Power                                                  |                    | Superhero                       | August 14, 2020      | 1 h 53 min | English    |
| Fearless                                        | Nível Hard                                             |                    | Animation / Superhero           | August 14, 2020      | 1 h 31 min | English    |
| Crazy Awesome Teachers                          | Uma Tarefa Maluca                                      |                    | Comedy drama                    | August 17, 2020      | 1 h 41 min | Indonesian |
| The Crimes That Bind                            | Crimes de Família                                      |                    | Crime drama                     | August 20, 2020      | 1 h 39 min | Spanish    |
| The Sleepover                                   | Missão Pijamas                                         |                    | Comedy                          | August 21, 2020      | 1 h 43 min | English    |
| Class of '83                                    | Turma de 83                                            |                    | Drama                           | August 21, 2020      | 1 h 38 min | Hindi      |
| Dark Forces                                     | Fogo Sombrio                                           |                    | Thriller                        | August 21, 2020      | 1 h 21 min | Spanish    |
| All Together Now                                | Quase uma Rockstar                                     |                    | Drama                           | August 28, 2020      | 1 h 33 min | English    |
| Unknown Origins                                 | Origens Secretas                                       |                    | Thriller                        | August 28, 2020      | 1 h 36 min | Spanish    |
| Freaks – You're One of Us                       | Freaks - Um de Nós                                     |                    | Supernatural drama              | September 2, 2020    | 1 h 32 min | German     |
| Love, Guaranteed                                | Amor Garantido                                         |                    | Romantic comedy                 | September 3, 2020    | 1 h 31 min | English    |
| I'm Thinking of Ending Things                   | Estou pensando em acabar com tudo                      |                    | Psychological thriller          | September 4, 2020    | 2 h 14 min | English    |
| The Babysitter: Killer Queen                    | A Babá: A Rainha da Morte                              |                    | Comedy / Horror                 | September 10, 2020   | 1 h 42 min | English    |
| Dad Wanted                                      | Procura-se um pai                                      |                    | Family                          | September 11, 2020   | 1 h 43 min | Spanish    |
| The Devil All The Time                          | O Diabo de Cada Dia                                    |                    | Psychological thriller          | September 16, 2020   | 2 h 18 min | English    |
| The Paramedic                                   | Remédio Amargo                                         |                    | Thriller                        | September 16, 2020   | 1 h 34 min | Spanish    |
| Dolly Kitty Aur Woh Chamakte Sitare             | Dolly Kitty e as estrelas                              |                    | Drama                           | September 18, 2020   | 2 h        | Hindi      |
| Whipped                                         | AA do Amor                                             |                    | Romantic comedy                 | September 18, 2020   | 1 h 37 min | Indonesian |
| The Boys in the Band                            | The Boys in the Band                                   |                    | Drama                           | September 30, 2020   | 2 h 2 min  | English    |
| All Because of You                              | Por Sua Causa                                          |                    | Action comedy                   | October 1, 2020      | 1 h 41 min | Malay      |
| Òlòtūré                                         | Por Uma Vida Melhor                                    |                    | Crime drama                     | October 2, 2020      | 1 h 46 min | English    |
| Serious Men                                     | Golpe de Classe                                        |                    | Drama                           | October 2, 2020      | 1 h 54 min | Hindi      |
| The Binding                                     | O Fascínio                                             |                    | Drama                           | October 2, 2020      | 1 h 33 min | Italian    |
| Vampires vs. the Bronx                          | Vampiros X The Bronx                                   |                    | Horror comedy                   | October 2, 2020      | 1 h 25 min | English    |
| You've Got This                                 | Teste de Paternidade                                   |                    | Romantic comedy                 | October 2, 2020      | 1 h 51 min | Spanish    |
| Hubie Halloween                                 | O Halloween do Hubie                                   |                    | Comedy                          | October 7, 2020      | 1 h 43 min | English    |
| Ginny Weds Sunny                                | Pelo Amor de Ginny                                     |                    | Romantic comedy                 | October 9, 2020      | 2 h 5 min  | Hindi      |
| The Forty-Year-Old Version                      |                                                        |                    | Comedy                          | October 9, 2020      | 2 h 4 min  | English    |
| A Babysitter's Guide to Monster Hunting         | Manual de Caça a Monstros                              |                    | Comedy / Fantasy / Family       | October 15, 2020     | 1 h 38 min | English    |
| Love Like the Falling Rain                      | Chuva que Cai do Céu                                   |                    | Drama                           | October 15, 2020     | 1 h 26 min | Indonesian |
| The Trial of the Chicago 7                      | Os 7 de Chicago                                        |                    | Drama                           | October 16, 2020     | 2 h 10 min | English    |
| Rebecca                                         | Rebecca - A Mulher Inesquecível                        |                    | Romantic thriller               | October 21, 2020     | 2 h 3 min  | English    |
| Cadaver                                         | Kadaved                                                |                    | Horror                          | October 22, 2020     | 1 h 26 min | Norwegian  |
| Over the Moon                                   | A Caminho da Lua                                       |                    | Animation / Musical / Adventure | October 23, 2020     | 1 h 40 min | English    |
| Holidate                                        | Amor com Data Marcada                                  |                    | Romantic comedy / Christmas     | October 28, 2020     | 1 h 44 min | English    |
| Nobody Sleeps in the Woods Tonight              | Sem Conexão                                            |                    | Horror                          | October 28, 2020     | 1 h 43 min | Polish     |
| His House                                       | O Que Ficou Para Trás                                  |                    | Thriller                        | October 30, 2020     | 1 h 33 min | English    |
| Kaali Khuhi                                     | A Maldição do Poço                                     |                    | Mystery                         | October 30, 2020     | 1 h 30 min | Hindi      |
| Rogue City                                      | Bronx                                                  |                    | Crime drama                     | October 30, 2020     | 1 h 56 min | French     |
| The Day of the Lord                             | Menéndez: El día del Señor                             |                    | Drama                           | October 30, 2020     | 1 h 33 min | Spanish    |
| Operation Christmas Drop                        | Missão Presente de Natal                               |                    | Romantic comedy                 | November 5, 2020     | 1 h 36 min | English    |
| Citation                                        | A Lição de Moremi                                      |                    | Drama                           | November 6, 2020     | 2 h 31 min | English    |
| What We Wanted                                  | Quando a Vida Acontece                                 |                    | Drama                           | November 11, 2020    | 1 h 33 min | German     |
| Ludo                                            | Ludo                                                   |                    | Anthology / Dark comedy         | November 12, 2020    | 2 h 30 min | Hindi      |
| Jingle Jangle: A Christmas Journey              | Uma Invenção de Natal                                  |                    | Family / Christmas musical      | November 13, 2020    | 1 h 59 min | English    |
| The Life Ahead                                  | Rosa e Momo                                            |                    | Drama                           | November 13, 2020    | 1 h 35 min | Italian    |
| The Princess Switch: Switched Again             | A Princesa e a Plebeia - Nova Aventura                 |                    | Romantic comedy                 | November 19, 2020    | 1 h 37 min | English    |
| Christmas on the Square                         | Natal com Dolly Parton                                 |                    | Christmas musical               | November 22, 2020    | 1 h 38 min | English    |
| Hillbilly Elegy                                 | Era uma vez um sonho                                   |                    | Drama                           | November 24, 2020    | 1 h 57 min | English    |
| Notes for My Son                                | O Caderno de Tomy                                      |                    | Drama                           | November 24, 2020    | 1 h 23 min | Spanish    |
| The Christmas Chronicles: Part Two              | Crônicas de Natal: Parte dois                          |                    | Christmas comedy                | November 25, 2020    | 1 h 55 min | English    |
| The Beast                                       | A Fera                                                 |                    | Drama                           | November 27, 2020    | 1 h 39 min | Italian    |
| The Call                                        | A Ligação                                              |                    | Drama                           | November 27, 2020    | 1 h 52 min | Korean     |
| Tudo Bem No Natal Que Vem                       | Tudo Bem No Natal Que Vem                              |                    | Comedy                          | December 3, 2020     | 1 h 41 min | Portuguese |
| Finding Agnes                                   | Em Busca de Agnes                                      |                    | Drama                           | November 30, 2020    | 1 h 45 min | Filipino   |
| Christmas Crossfire                             | Natal Sob Fogo Cruzado                                 |                    | Thriller                        | December 4, 2020     | 1 h 46 min | German     |
| Leyla Everlasting                               | As 9 Vidas de Leyla                                    |                    | Comedy                          | December 4, 2020     | 1 h 52 min | Turkish    |
| Mank                                            | Mank                                                   |                    | Biopic                          | December 4, 2020     | 2 h 12 min | English    |
| The Claus Family                                | A Família Noel                                         |                    | Fantasy                         | December 7, 2020     | 1 h 37 min | Dutch      |
| Rose Island                                     | A Incrível História da Ilha das Rosas                  |                    | Comedy                          | December 9, 2020     | 1 h 58 min | Italian    |
| The Prom                                        | A Festa de Formatura                                   |                    | Musical                         | December 11, 2020    | 2 h 12 min | English    |
| A California Christmas                          | Um Brinde ao Natal                                     |                    | Romantic comedy                 | December 14, 2020    | 1 h 47 min | English    |
| Ma Rainey's Black Bottom                        | A Voz Suprema do Blues                                 |                    | Drama                           | December 18, 2020    | 1 h 34 min | English    |
| The Midnight Sky                                | O Céu da Meia-Noite                                    |                    | Science fiction                 | December 23, 2020    | 1 h 58 min | English    |
| AK vs AK                                        | AK vs AK                                               |                    | Thriller                        | December 24, 2020    | 1 h 49 min | Hindi      |
| We Can Be Heroes                                | Pequenos Grandes Heróis                                |                    | Superhero                       | December 25, 2020    | 1 h 40 min | English    |

## Documentários
| Título original                                | Título no Brasil | Título em Portugal | Estreia            | Duração     | Idioma     |
| ---------------------------------------------- | ---------------- | ------------------ | ------------------ | ----------- | ---------- |
| Miss Americana                                 |                  |                    | January 31, 2020   | 1 h 25 min  | English    |
| A Life of Speed: The Juan Manuel Fangio Story  |                  |                    | March 20, 2020     | 1 h 32 min  | Spanish    |
| Crip Camp: A Disability Revolution             |                  |                    | March 25, 2020     | 1 h 48 min  | English    |
| LA Originals                                   |                  |                    | April 10, 2020     | 1 h 32 min  | English    |
| Circus of Books                                |                  |                    | April 22, 2020     | 1 h 26 min  | English    |
| A Secret Love                                  |                  |                    | April 29, 2020     | 1 h 22 min  | English    |
| Murder to Mercy: The Cyntoia Brown Story       |                  |                    | April 29, 2020     | 1 h 37 min  | English    |
| Becoming                                       |                  |                    | May 6, 2020        | 1 h 29 min  | English    |
| Have a Good Trip: Adventures in Psychedelics   |                  |                    | May 11, 2020       | 1 h 25 min  | English    |
| Spelling the Dream                             |                  |                    | June 3, 2020       | 1 h 23 min  | English    |
| One Take                                       |                  |                    | June 18, 2020      | 1 h 25 min  | Thai       |
| Disclosure: Trans Lives on Screen              |                  |                    | June 19, 2020      | 1 h 47 min  | English    |
| Athlete A                                      |                  |                    | June 24, 2020      | 1 h 44 min  | English    |
| Mucho Mucho Amor: The Legend of Walter Mercado |                  |                    | July 8, 2020       | 1 h 36 min  | English    |
| The Claudia Kishi Club                         |                  |                    | July 10, 2020      | 17 min      | English    |
| We Are One                                     |                  |                    | July 14, 2020      | 1 h 26 min  | French     |
| Father Soldier Son                             |                  |                    | July 17, 2020      | 1 h 40 min  | English    |
| The Speed Cubers                               |                  |                    | July 29, 2020      | 40 min      | English    |
| Anelka: Misunderstood                          |                  |                    | August 5, 2020     | 1 h 34 min  | French     |
| John Was Trying to Contact Aliens              |                  |                    | August 20, 2020    | 16 min      | English    |
| Rising Phoenix                                 |                  |                    | August 26, 2020    | 1 h 46 min  | English    |
| My Octopus Teacher                             |                  |                    | September 7, 2020  | 1 h 25 min  | English    |
| The Social Dilemma                             |                  |                    | September 9, 2020  | 1 h 34 min  | English    |
| Hope Frozen: A Quest to Live Twice             |                  |                    | September 15, 2020 | 1 h 20 min  | Thai       |
| GIMS: On the Record                            |                  |                    | September 17, 2020 | 1 h 36 min  | French     |
| A Love Song for Latasha                        |                  |                    | September 21, 2020 | 19 min      | English    |
| American Murder: The Family Next Door          |                  |                    | September 30, 2020 | 1 h 22 min  | English    |
| Dick Johnson Is Dead                           |                  |                    | October 2, 2020    | 1 h 30 min  | English    |
| David Attenborough: A Life on Our Planet       |                  |                    | October 4, 2020    | 1 h 23 min  | English    |
| Bigflo & Oli: Hip Hop Frenzy                   |                  |                    | October 8, 2020    | 1 h 40 min  | French     |
| Blackpink: Light Up the Sky                    |                  |                    | October 14, 2020   | 1 h 19 min  | Korean     |
| The Three Deaths of Marisela Escobedo          |                  |                    | October 14, 2020   | 1 h 49 min  | Spanish    |
| Rooting for Roona                              |                  |                    | October 15, 2020   | 41 min      | Bengali    |
| Guillermo Vilas: Settling the Score            |                  |                    | October 27, 2020   | 1 h 34 min  | Spanish    |
| Secrets of the Saqqara Tomb                    |                  |                    | October 28, 2020   | 1 h 54 min  | English    |
| Shawn Mendes: In Wonder                        |                  |                    | November 23, 2020  | 1 h 23 min  | English    |
| Dance Dreams: Hot Chocolate Nutcracker         |                  |                    | November 27, 2020  | 1 h 20 min. | English    |
| Emicida: AmarElo – It's All For Yesterday      |                  |                    | December 8, 2020   | 1 h 29 min  | Portuguese |
| Giving Voice                                   |                  |                    | December 11, 2020  | 1 h 30 min  | English    |

## Especiais
Esses programas são eventos originais únicos ou conteúdo suplementar relacionado a filmes originais.
| Título original                                                             | Título no Brasil | Título em Portugal | Gênero                | Estreia            | Duração    | Idioma  |
| --------------------------------------------------------------------------- | ---------------- | ------------------ | --------------------- | ------------------ | ---------- | ------- |
| What Did Jack Do?                                                           |                  |                    | Drama / Short         | January 20, 2020   | 17 min     | English |
| Road to Roma                                                                |                  |                    | Making-of             | February 11, 2020  | 1 h 12 min | Spanish |
| Sitara: Let Girls Dream                                                     |                  |                    | Animation / Short     | March 8, 2020      | 15 min     | English |
| Sol Levante                                                                 |                  |                    | Anime / Short         | April 2, 2020      | 4 min      | English |
| Ben Platt: Live from Radio City Music Hall                                  |                  |                    | Concert film          | May 20, 2020       | 1 h 25 min | English |
| The Boys in the Band: Something Personal                                    |                  |                    | Aftershow / Interview | September 30, 2020 | 28 min     | English |
| Sarah Cooper: Everything's Fine                                             |                  |                    | Variety show          | October 27, 2020   | 49 min     | English |
| I'm No Longer Here: A Discussion with Guillermo del Toro and Alfonso Cuarón |                  |                    | Aftershow / Interview | November 3, 2020   | 14 min     | English |
| Alien Xmas                                                                  |                  |                    | Stop motion           | November 20, 2020  | 42 min     | English |
| If Anything Happens I Love You                                              |                  |                    | Animation / Short     | November 20, 2020  | 12 min     | English |
| Shawn Mendes: Live in Concert                                               |                  |                    | Concert film          | November 25, 2020  | 1 h 27 min | English |
| Angela's Christmas Wish                                                     |                  |                    | Animation             | December 1, 2020   | 47 min     | English |
| Canvas                                                                      |                  |                    | Animation / Short     | December 11, 2020  | 9 min      | English |
| Ma Rainey's Black Bottom: A Legacy Brought to Screen                        |                  |                    | Aftershow / Interview | December 18, 2020  | 31 min     | English |
| Ariana Grande: Excuse Me, I Love You                                        |                  |                    | Concert film          | December 21, 2020  | 1 h 37 min | English |
| Death to 2020                                                               |                  |                    | Comedy                | December 27, 2020  | 1 h 10 min | English |
| Cops and Robbers                                                            |                  |                    | Animation / Short     | December 28, 2020  | 7 min      | English |